# St. Stephan (Kissing)

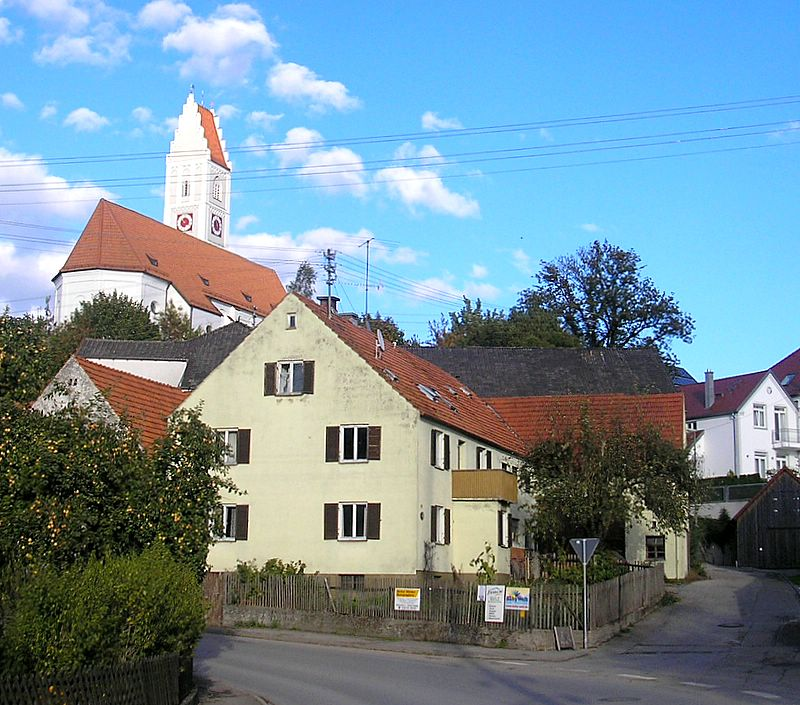
Ansicht von Westen

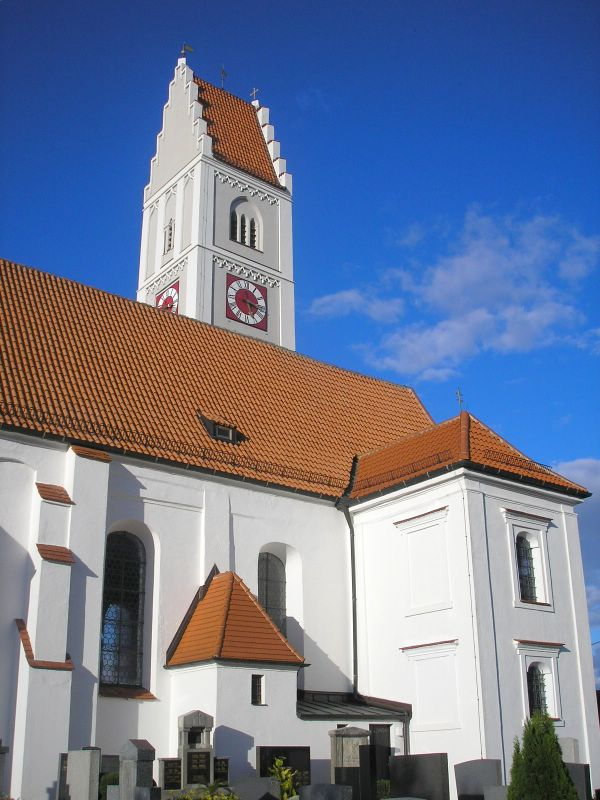
Langhaus und Turm von Süden

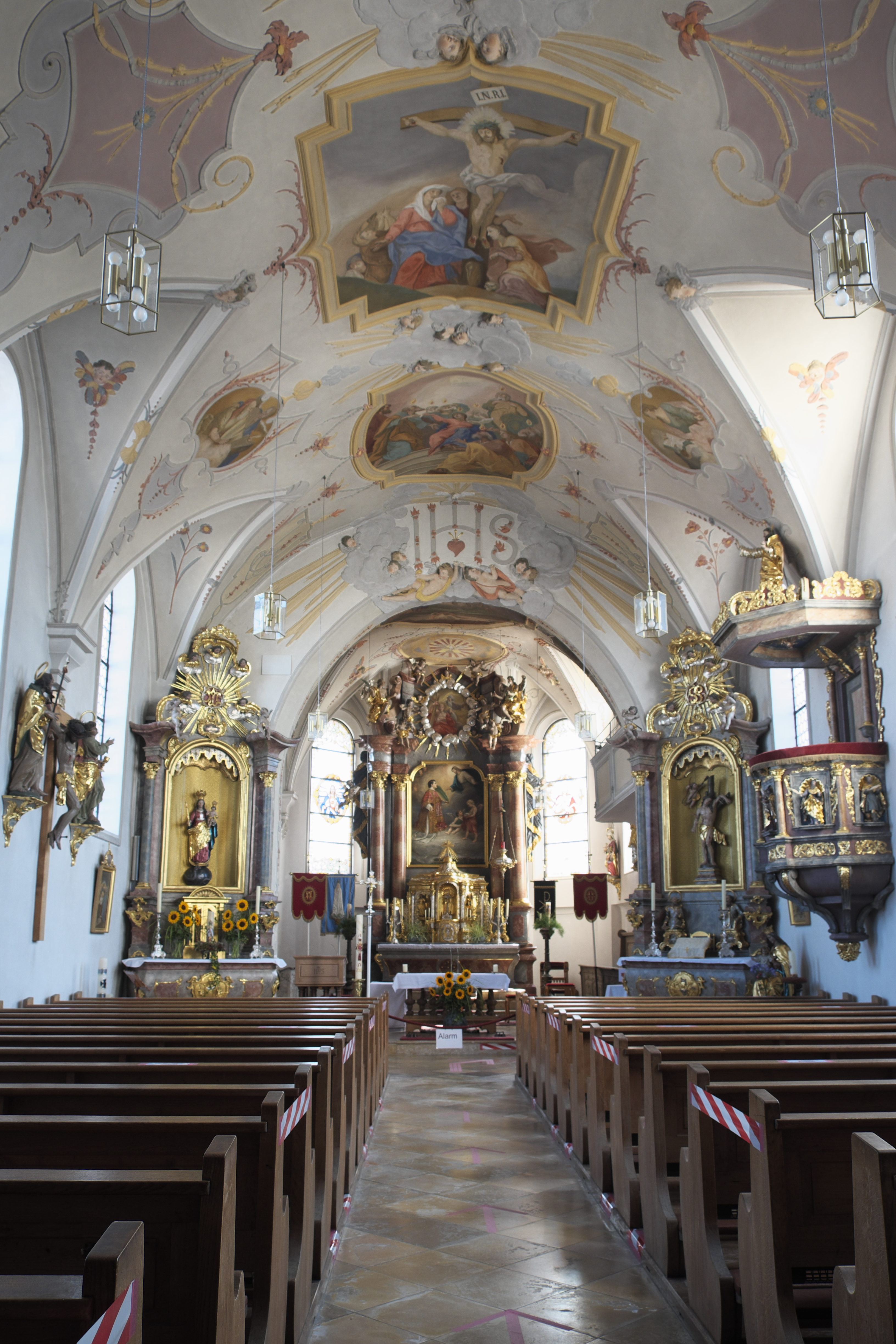
Innenraum nach Osten

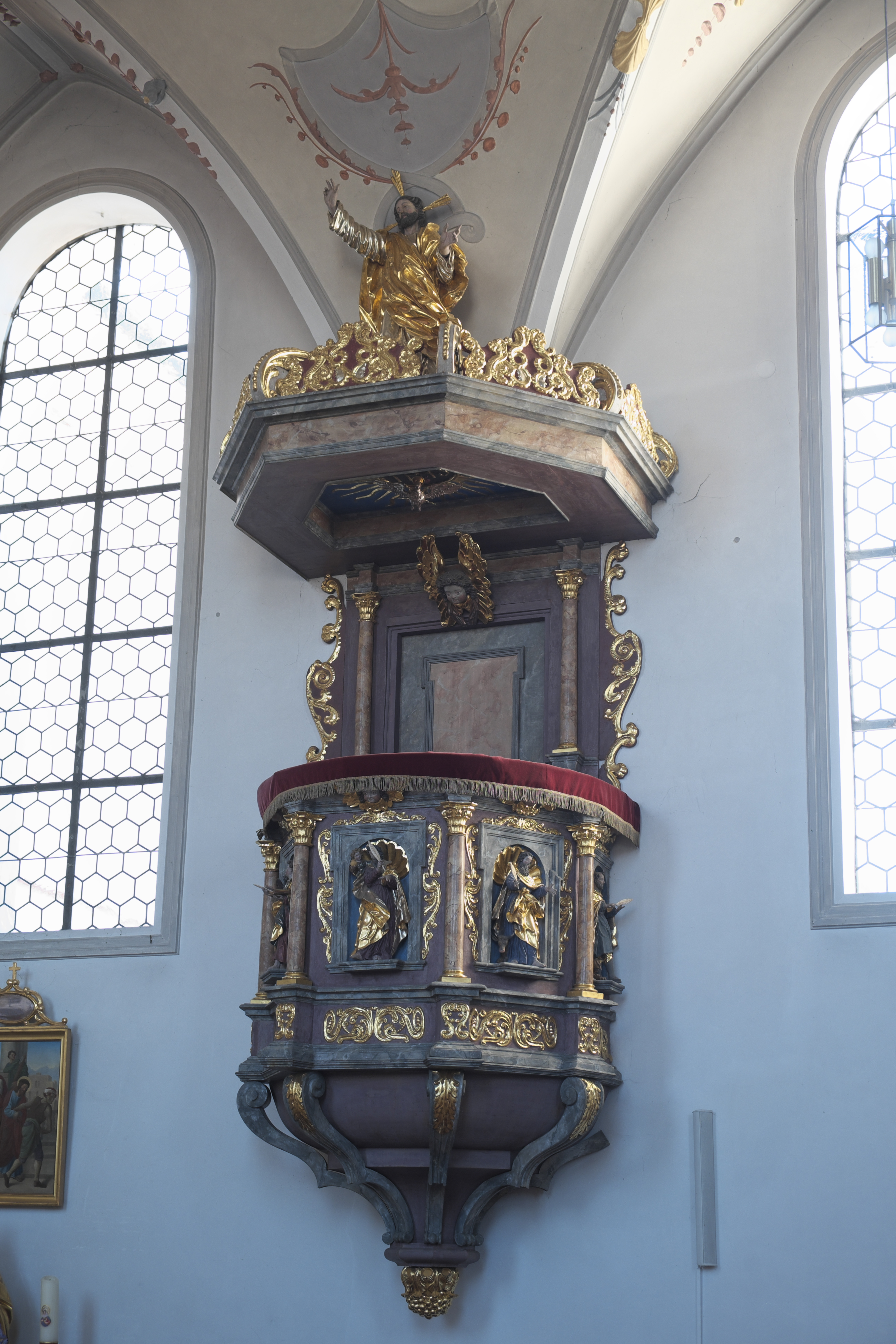
Kanzel

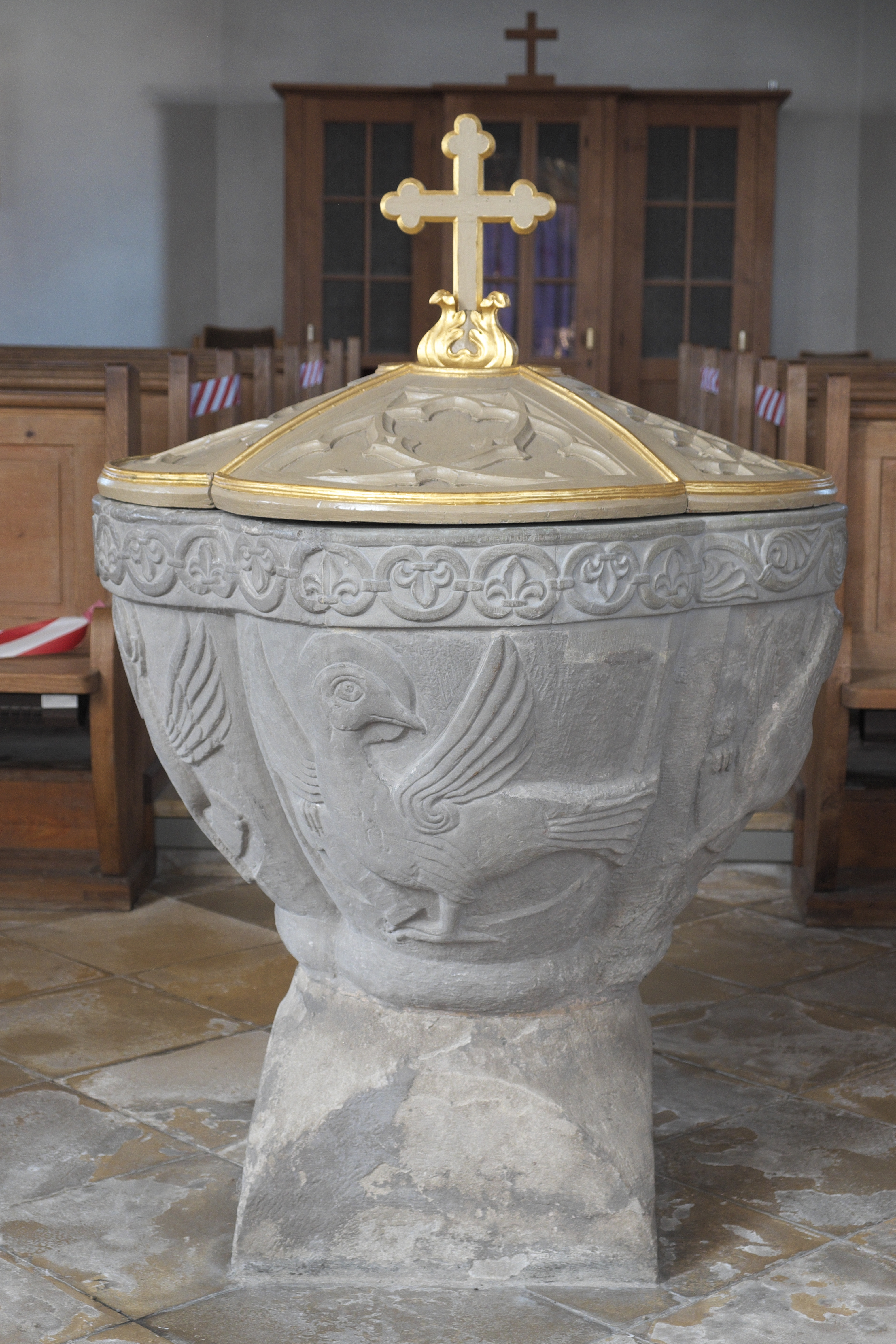
Romanischer Taufstein

Die katholische Pfarrkirche St. Stephan steht auf einem Hügel über Altkissing im Landkreis Aichach-Friedberg in Schwaben. Die ehemalige Wehrkirche wurde im 17./18. Jahrhundert neu ausgestattet und 1723 nach Westen verlängert. Die dem Märtyrer Stephanus geweihte Kirche gehört zu den geschützten Baudenkmälern in Bayern.

## Baugeschichte
St. Stephan erscheint erstmals um 1200 in den Urkunden. Ein älterer Kirchenbau liegt auf dem nahen Petersberg, deren Chor verändert erhalten ist. Zwischen 1400 und 1450 erfolgte ein Neubau in gotischen Stilformen, die am Außenbau teilweise noch zu erkennen sind. 1616 baute man unter den Jesuiten die doppelgeschossige Sakristei an. Beim großen Brand Kissings im Jahr 1646 litt auch der Kirchenbau, erst 1658 konnte mit der Reparatur begonnen werden. 1723 wurde die Kirche nach Westen erweitert und kurz darauf stuckiert. Die heutigen Deckenbilder entstanden erst 1973 anlässlich einer Restaurierung.

## Architektur
Die Ansicht vom Lechfeld wird durch den hohen Satteldachturm mit seinen Treppengiebeln, den steilen Dachstuhl und den chorähnlichen Anbau von 1723 bestimmt. Der Ziegelbau ist weiß verputzt und wirkt wegen der Fensterlosigkeit des Westteils eher abweisend. Die erhöhte Lage und die hohen Umfassungsmauern des Kirchhofes erinnern an die Funktion als ehemalige Wehrkirche. Wahrscheinlich war der Dachraum der gotischen Kirche als Wehrgeschoß gestaltet, darauf deuten die erhaltene enge Einschlupföffnung am zweiten Turmgeschoss und die in Resten noch sichtbare Vorkragung dieses Geschosses hin. Ein weiteres Indiz ist die – innerhalb der westlichen Turmmauer verlaufende – enge Stiege, die sich in ähnlicher Form auch im Mauerwerk mittelalterlicher Bergfriede findet.
Am deutlichsten hat sich der mittelalterliche Zustand am Chor erhalten. Unter dem Dachtrauf läuft ein Maßwerkfries um die Apsis, das Mauerwerk wird von vier Strebepfeilern gestützt.

## Ausstattung
Die ursprünglichen Altäre, die 1658/59 in der Werkstatt des Augsburger Meisters Hans Sautter geschaffen worden waren, sind nicht mehr erhalten. Der heutige Hochaltar entstand um 1720/30 und besitzt ein gemaltes Altarblatt mit der Darstellung des heiligen Stephanus von Sebastian Staudhamer aus dem Jahr 1893, das von zwei Säulen auf jeder Seite flankiert wird. Die zweisäuligen Seitenaltäre wurden 1782 von Franz de Paula Arnold ausgeführt. In den Mittelschreinen stehen die Statuen einer Madonna mit Kind aus der Zeit um 1700 und des heiligen Sebastian aus dem frühen 18. Jahrhundert.
Die Schnitzfiguren der zwölf Apostel an den Langhauswänden sind das Werk des Friedberger Bildhauers Bartholomäus Öberl (auch Eberl oder Eberle). Die Figur des Apostels Simon ist rückseitig auf mit der Jahreszahl 1730 datiert.
Die geschnitzte Anna selbdritt aus der Zeit um 1700 soll aus einer abgebrochenen Annenkapelle stammen.
Das Kruzifix gegenüber der Kanzel schuf wahrscheinlich Johann Caspar Öberl (auch Eberl oder Eberle) um 1740 oder 1750.
Die Kanzel aus der Zeit um 1680 ist im Stil des Landsberger Bildhauers Lorenz Luidl ausgeführt. Auf dem Schalldeckel steht der segnende Christus als Salvator mundi, der Kanzelkorb ist mit den Figuren der vier Evangelisten verziert.
Das bedeutendste Kunstwerk der Pfarrkirche ist der romanische Taufstein aus der zweiten Hälfte des 12. Jahrhunderts, der heute im Westen unter der Empore steht. Die qualitätvolle Arbeit weist auf Vorbilder in Oberitalien und erinnert an das gleichzeitige Taufbecken der Basilika St. Michael in Altenstadt bei Schongau. An den Seiten sind die Symbole der vier Evangelisten halbplastisch aus dem Sandstein herausgearbeitet. Darüber läuft ein Palmettenfries um das Becken. Als Fuß dient seit 1868 ein romanisches Würfelkapitell aus dem hochmittelalterlichen Gotteshaus. Taufbecken und Kapitell lassen auf eine künstlerisch hochrangige Ausstattung der ursprünglichen Kirche schließen, die in der Nähe der großen welfischen Burg Mergenthau lag.
Unter dem Putz des Chores sind Freskenreste aus dem 14. Jahrhundert verborgen. Einen Eindruck von der Ausmalung der gotischen Kirche vermittelt die Turmkapelle mit den teilweise gut erhaltenen Darstellungen der Kreuzigung, der Auferstehung und des Schweißtuches der heiligen Veronika.